# 斯科特·多德爾森
斯科特·多德爾森（英語：Scott Dodelson，1959年—）是一名美國物理學家。他是卡內基美隆大學的物理學教授，也是該校物理學系的系主任。

## 生平
多德爾森在哥倫比亞大學取得學士、理學士和博士學位。他的論文導師是傑拉爾德·范伯格。他曾在哈佛大學擔任研究員，之後轉到費米國立加速器實驗室。他於1998年加入芝加哥大學任教，並擔任教授直到2017年加入卡內基美隆大學。他的研究重點在於物理學與宇宙學的交叉，並研究暗物質、暗能量和宇宙學中微子。他在許多宇宙學調查中扮演關鍵角色，包括擔任暗能量巡天科學委員會的共同主席。
2001年至2006年，多德爾森是費米實驗室理論天體物理組的主管。。2006年至2008年，他擔任費米實驗室粒子天體物理中心的臨時主任。
多德爾森是美國物理學會會士。2004年至2008年，他是《國際現代物理學期刊D》的總編輯。他是天體物理教科書《現代宇宙學》（Modern Cosmology）的作者。小行星148707 Dodelson以他的名字命名。